# Frederick George Jackson
Pour les articles homonymes, voir George Jackson et Jackson.
Frederick George Jackson, né le 6 mars 1860 à Alcester dans le Warwickshire (Royaume-Uni) et mort le 13 mars 1938 à Easthampstead dans le Berkshire (Royaume-Uni), est un explorateur britannique de l'Arctique. Il est célèbre pour son exploration de l'archipel François-Joseph et pour avoir retrouvé Fridtjof Nansen.

## Biographie
Il a étudié au collège de Denstone et à l'université d'Édimbourg.
En 1886-1887 il participe à sa première campagne dans les eaux de l’arctique lors de chasse à la baleine à bord d'un baleinier. En 1893, il parcourt à traîneau la toundra gelée de Sibérie sur  3 000 miles à travers située entre l'Ob et la Petchora. Le récit de son voyage est publié sous le titre The Great Frozen Land (1895).

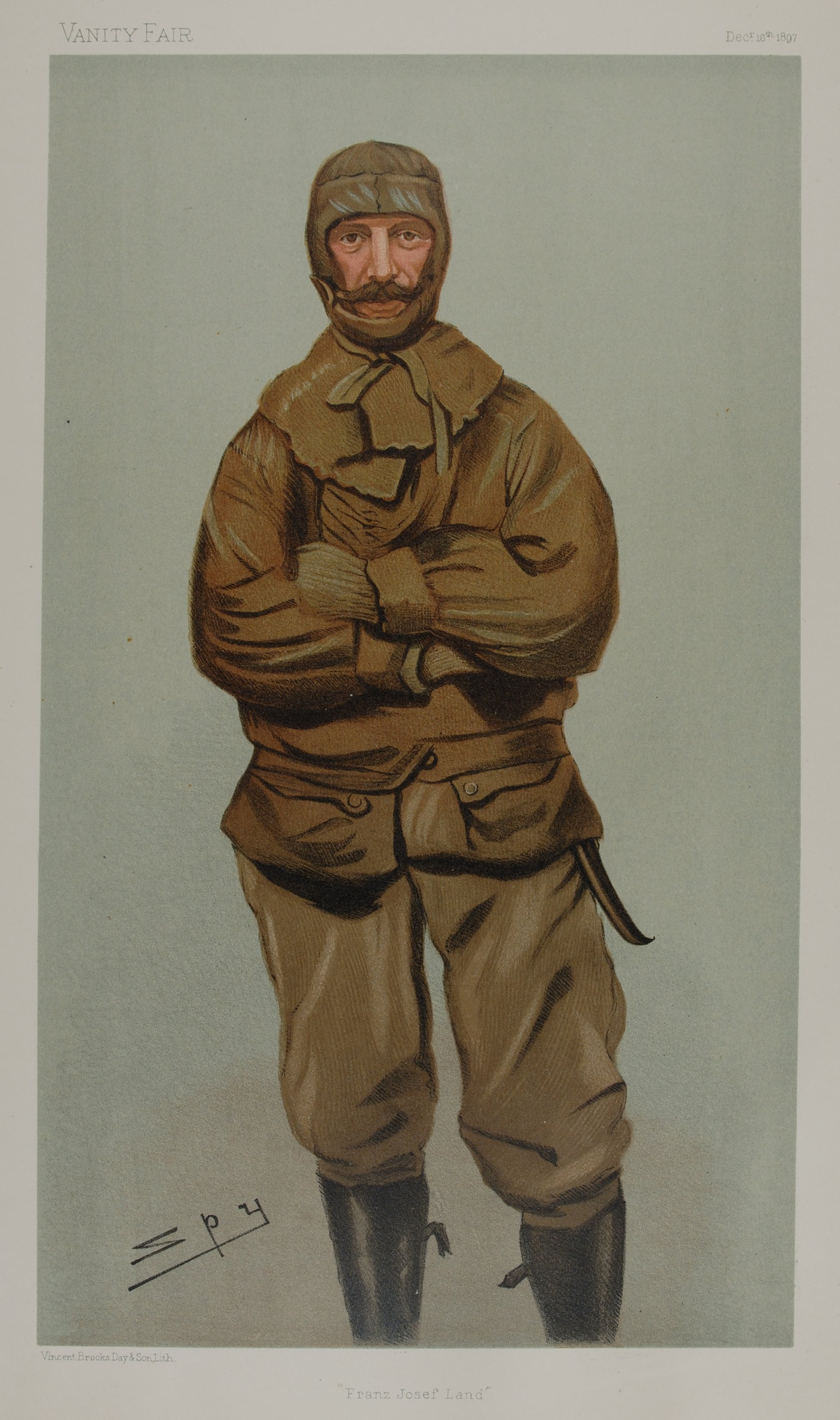
Représentation de Frederick Jackson par Spy, 1897

En 1894, il est nommé pour diriger l'expédition Jackson-Harmsworth (1894-1897) dans l'archipel François-Joseph. Parrainé par la Royal Geographical Society, cette expédition a pour objectif d'explorer l'archipel François-Joseph.
Durant l'expédition Fram le 17 juin 1896, alors qu'il campe à proximité du cap Flora sur l'île Northbrook, il codécouvre par hasard les explorateurs norvegiens Fridjof Nansen et Hjalmar Johansen présumés disparus depuis trois ans. Les deux hommes sont tout aussi étonnés par leur rencontre et la différence de leur accoutrement, l'un en costume de sport anglais et l'autre en peau de bête, détonne. Après quelques hésitations Jackson demande : « N'êtes-vous pas Nansen ? » et Nansen répond « Oui, c'est moi ». Il découvre également que la Terre François-Joseph est en fait un archipel composé de nombreuses îles.
En reconnaissance de ses services, il est récompensé par de nombreuses sociétés savantes, il est anobli avec la distinction royale norvégienne de Saint-Olaf en 1898, et reçoit la médaille d'or de la Société géographique de Paris en 1899. Son récit de l'expédition est publié sous le titre de A Thousand Days in the Arctic (1899).
Il sert en Afrique du Sud au cours de la deuxième guerre des Boers, atteignant le grade de capitaine. Il a également participé à la Première Guerre mondiale et atteint le grade de major avant de démissionner de ses fonctions en 1917, il s'occupe alors de camps de prisonniers de guerre en Allemagne.
Il fait aussi un voyage à travers le désert de Simpson dans le Territoire du Nord en l'Australie.
L'île Jackson de l'archipel François-Joseph est nommé en son honneur.

## Distinctions et décorations
- Ordre de Saint-Olaf (Norvège) en 1898,
- Médaille d'or de la Société géographique de Paris (France) en 1899

## Publications
- The Great Frozen Land (1895)
- A Thousand Days dans l'Arctique (1899)
- The Stabilization of the Petroleum Industry by Private and Public Regulation (1934)
- The Lure of Unknown Lands: North Pole and Equator (1935)